# Roseline Osipitan
 (mai 2024).
Oloori Roseline Omolara Osipitan est une femme d'affaires et une princesse Yoruba du Nigeria. Elle occupe le poste de présidente de l'Association indépendante des commerçants pétroliers de l'Association des femmes du Nigeria et elle a fondé la société First Royal Oil and Gas. Elle détient le titre de chefferie de Yeye Oba du royaume d'Itori.

## Biographie
Oloori Roseline Osipitan est originaire de l'État d'Ondo, au Nigeria. Elle occupe un poste de direction dans l'industrie pétrolière nigériane où elle est l'une des premières femmes cadres,. En tant que présidente de l'IPMAN Women Association, elle dirige l'équivalent féminin de l'Independent Petroleum Marketers Association of Nigeria. Osipitan a fondé la société Royal Oil and Gas, la première du genre. Elle est mariée à Omoba Bola Osipitan et détient le titre de Yeye Oba du royaume Itori.